# Даніель Хафштайнссон
Даніель Хафштайнссон (нар. 12 листопада 1999, Акурейрі, Ісландія) — ісландський футболіст, атакувальний півзахисник «Акурейрі».

## Клубна кар'єра

### «Акурейрі»
Футбольну кар'єру розпочав 2016 року в фарм-клубі «Акурейрі» «Дальвік/Рейнір», за який провів 3 поєдинки. Наступного року повернувся в «Акурейрі». У сезоні 2018 року провів 20 матчів за команду в Урвалсдейлді, завдяки чому був визнаний одним з найкращих молодих гравців «Акурейрі». 17 липня 2019 року, після 12 зіграних матчів у сезоні 2019 року в чемпіонаті, проданий за невідому плату шведському «Гельсінгборгу».

### «Гельсінгборг»
17 липня 2019 року підписав 3,5-річний контракт зі шведським «Гельсінгборгом». За нову команду дебютував 29 липня в програному (1:4) поєдинку проти «Еребру».

### «Акурейрі»
6 лютого 2021 року повернувся до «Акурейрі».

## Клубна кар'єра
Виступав за юнацькі та молодіжну збірні Ісландії різних вікових категорій.
У футболці національної збірної Ісландії дебютував 11 липня 2022 року в програному (0:1) товариському виїзному поєдинку проти Південної Кореї. Даніель вийшов на поле на 84-й хвилині, замінивши Віктора Андрасона.

## Статистика виступів

### Клубна
Станом на 22 серпня 2020
| Сезон                 | Клуб                  | Дивізіон              | Ліга  | Ліга | Кубок | Кубок | Загалом | Загалом |
| Сезон                 | Клуб                  | Дивізіон              | Матчі | Голи | Матчі | Голи  | Матчі   | Голи    |
| --------------------- | --------------------- | --------------------- | ----- | ---- | ----- | ----- | ------- | ------- |
| 2016                  | «Дальвік/Рейнір»      | 3 делід               | 3     | 1    | 0     | 0     | 3       | 1       |
| 2017                  | «Акурейрі»            | Урвалсдейлд           | 8     | 0    | 1     | 0     | 9       | 0       |
| 2018                  | «Акурейрі»            | Урвалсдейлд           | 20    | 3    | 2     | 0     | 23      | 3       |
| 2019                  | «Акурейрі»            | Урвалсдейлд           | 12    | 1    | 2     | 1     | 13      | 2       |
| Загалом за «Акурейрі» | Загалом за «Акурейрі» | Загалом за «Акурейрі» | 40    | 4    | 5     | 1     | 45      | 5       |
| 2019                  | «Гельсінгборг»        | Аллсвенскан           | 6     | 0    | 1     | 0     | 7       | 0       |
| 2020                  | «Гапнарф'ярдар»       | Урвалсдейлд           | 11    | 3    | 2     | 1     | 13      | 4       |
| 2021                  | «Акурейрі»            | Урвалсдейлд           | 0     | 0    | 0     | 0     | 0       | 0       |
| Усього за кар'єру     | Усього за кар'єру     | Усього за кар'єру     | 60    | 8    | 8     | 2     | 68      | 10      |

## Титули і досягнення
- Володар Кубка Ісландії (1):

«Акурейрі»: 2024